# Les Roses noires (film, 1921)
Pour le film d'Hélène Milano sorti en 2012, voir Les Roses noires.
Pour les articles homonymes, voir Black Roses.
Pour plus de détails, voir Fiche technique et Distribution.
Les Roses noires (Black Roses) est un film muet américain réalisé par Colin Campbell et sorti en 1921.

## Fiche technique
- Titre original : Black Roses
- Réalisation : Colin Campbell
- Scénario : Richard Schayer
- Photographie : Frank D. Williams
- Direction artistique : Robert Ellis
- Production : Sessue Hayakawa
- Durée : 60 minutes
- Date de sortie : 
  - États-Unis : 22 mai 1921

## Distribution
- Sessue Hayakawa : Yoda
- Myrtle Stedman : Blanche De Vore
- Tsuru Aoki : Blossom
- Andrew Robson : Benson Burleigh
- Toyo Fujita : Wong Fu
- Henry Hebert : 'Monocle' Harry
- Harold Holland : le détective Cleary
- Carrie Clark Ward : Bridget